# Air Hitam (Ujan Mas)
Air Hitam is een bestuurslaag in het regentschap Kepahiang van de provincie Bengkulu, Indonesië. Air Hitam telt 451 inwoners (volkstelling 2010).